# Jack Mourioux
Jacques "Jacky" Mourioux (Saint-Michel-sur-Orge, 6 de março de 1948) foi um ciclista francês, que foi profissional entre 1969 e 1977. Durante a sua carreira combinou o ciclismo de pista como a rota.
Quando era amador participou nos Jogos Olímpicos do México de 1968 na prova de Perseguição por equipas.

## Palmarés em pista
- 1969
  - 1.º nos Seis dias de Montreal (com Alain Van Lancker)
- 1970
  - 1.º nos Seis dias de Bruxelas (com Peter Post)
- 1971
  - 1.º nos Seis dias de Grenoble (com Alain Van Lancker)
- 1973
  - Medalha de prata no Campeonato da Europa de madison (com Alain Van Lancker)
- 1974
  - 1.º nos Seis dias de Grenoble (com Alain Van Lancker)

## Palmarés em estrada[2]
- 1971
  - 1.ª no Circuito das Regiões fronteiriças
- 1972
- 1º na Route nivernaise
- 1974
  - Vencedor de uma etapa no Tour do Mediterrâneo

### Resultados no Tour de France
- 1972. 58.º da classificação geral
- 1973. 76.º da classificação geral
- 1974. 80.º da classificação geral